# MTV Europe Music Awards 2005
 (mars 2024).
Si vous disposez d'ouvrages ou d'articles de référence ou si vous connaissez des sites web de qualité traitant du thème abordé ici, merci de compléter l'article en donnant les références utiles à sa vérifiabilité et en les liant à la section « Notes et références ».
La cérémonie des MTV Europe Music Awards 2005 s'est déroulée le 3 novembre 2005 à la MEO Arena de Lisbonne, au Portugal.

## Palmarès

### Meilleure chanson
- Coldplay : Speed of Sound
- James Blunt : You're Beautiful
- The Chemical Brothers : Galvanize
- Gorillaz (avec De La Soul) : Feel Good Inc.
- Snoop Dogg (avec Justin Timberlake et Charlie Wilson) : Signs

### Meilleur clip
- The Chemical Brothers : Believe
- Beck : E-Pro
- Gorillaz (avec De La Soul) : Feel Good Inc.
- Rammstein : Keine Lust
- Gwen Stefani : What You Waiting For?

### Meilleur album
- Green Day : American Idiot
- 50 Cent : The Massacre
- Coldplay : X&Y
- Gwen Stefani : Love. Angel. Music. Baby.
- U2 : How to Dismantle an Atomic Bomb

### Meilleure chanteuse
- Shakira
- Mariah Carey
- Missy Elliott
- Alicia Keys
- Gwen Stefani

### Meilleur chanteur
- Robbie Williams
- 50 Cent
- Eminem
- Moby
- Snoop Dogg

### Meilleur groupe
- Gorillaz
- The Black Eyed Peas
- Coldplay
- Green Day
- U2

### Meilleur nouvel artiste
- James Blunt
- Hilary Duff
- Kaiser Chiefs
- Daniel Powter
- Rihanna

### Meilleur artiste pop
- The Black Eyed Peas
- Gorillaz
- Shakira
- Gwen Stefani
- Robbie Williams

### Meilleur artiste rock
- Green Day
- Coldplay
- Foo Fighters
- Franz Ferdinand
- U2

### Meilleur artiste alternatif
- System of a Down
- Beck
- Bloc Party
- Goldfrapp
- The White Stripes

### Meilleur artiste R&B
- Alicia Keys
- Mariah Carey
- John Legend
- Mario
- Usher

### Meilleur artiste hip-hop
- Snoop Dogg
- 50 Cent
- Akon
- Missy Elliott
- Kanye West

### Free Your Mind
- Bob Geldof

## Représentations
- Madonna : Hung Up
- Coldplay : Talk
- The Pussycat Dolls : Don't Cha
- Gorillaz : Feel Good Inc.
- Akon : Belly Dancer (Bananza)
- Green Day : Holiday
- Robbie Williams : Tripping
- The Black Eyed Peas : My Humps
- Foo Fighters : DOA
- Shakira : Don't Bother
- System of a Down : B.Y.O.B.

## Présentations
- Anastacia
- Sugababes
- Sean Paul
- Luís Figo et Nuno Gomes
- Jared Leto
- Craig David
- Nelly Furtado et Shaggy
- John Legend
- Madonna
- t.A.T.u.
- Gael García Bernal et Diego Luna
- Borat et Brittany Murphy
- Alison Goldfrapp
- Borat et Brittany Murphy
- Brittany Murphy